# Nowa Łąka
Nowa Łąka – przysiółek wsi Zabagnie w Polsce położona w województwie małopolskim, w powiecie olkuskim, w gminie Wolbrom, przy drodze wojewódzkiej nr 794.
W latach 1975–1998 przysiółek administracyjnie należał do województwa katowickiego.